# 30 Herculis
30 Herculis (g Herculis) é uma estrela na direção da Hercules. Possui uma ascensão reta de 16h 28m 38.52s e uma declinação de +41° 52′ 54.1″. Sua magnitude aparente é igual a 4.83. Considerando sua distância de 361 anos-luz em relação à Terra, sua magnitude absoluta é igual a −0.39. Pertence à classe espectral M6III:var.